# جلال اکبری
جلال اکبری کلیشادی (۱۴ تیر ۱۳۶۲ در اصفهان) بازیکن سابق فوتبال اهل ایران است.

## دوران باشگاهی
جلال اکبری در پست دفاع چپ بازی می‌کند و یک بازیکن متعصب به سپاهان شناخته می‌شد. اکبری در فصل ۸۸–۸۹ با قراردادی به باشگاه فوتبال پرسپولیس تهران پیوست. وی در شروع فصل ۹۰–۹۱ به تیم پاس همدان که در دسته یک بازی می‌کرد پیوست ولی در نیم‌فصل به‌طور توافقی از این تیم جدا شد.

### آمار
| باشگاهی | باشگاهی        | باشگاهی       | لیگ     | لیگ                      | جام      | جام      | قاره | قاره | مجموع | مجموع |
| فصل     | باشگاه         | لیگ           | بازی    | گل                       | بازی     | گل       | بازی | گل‌   | بازی  | گل‌    |
| ایران   | ایران          | ایران         | لیگ     | لیگ                      | جام حذفی | جام حذفی | آسیا | آسیا | مجموع | مجموع |
| ------- | -------------- | ------------- | ------- | ------------------------ | -------- | -------- | ---- | ---- | ----- | ----- |
| ۸۳–۸۴   | سپاهان اصفهان  | جام خلیج فارس | ۲۸      | ۰                        | ۱        | ۰        | ۵    | ۰    | ۳۴    | ۰     |
| ۸۴–۸۵   | سپاهان اصفهان  | جام خلیج فارس | ۲۶      | ۶                        | ۴        | ۰        | -    | -    | ۳۰    | ۶     |
| ۸۵–۸۶   | سپاهان اصفهان  | جام خلیج فارس | ۲۳      | ۳                        | ۴        | ۱        | ۱۰   | ۰    | ۳۷    | ۴     |
| ۸۶–۸۷   | سپاهان اصفهان  | جام خلیج فارس | ۲۵      | ۱                        | ۲        | ۰        | ۵    | ۰    | ۳۲    | ۱     |
| ۸۷–۸۸   | سپاهان اصفهان  | جام خلیج فارس | ۲۳      | ۱                        | ۱        | ۰        | ۶    | ۰    | ۳۰    | ۱     |
| ۸۸–۸۹   | پرسپولیس تهران | جام خلیج فارس | ۱۵      | ۰                        | ۴        | ۰        | -    | -    | ۱۹    | ۰     |
| ۸۷–۸۸   | پرسپولیس تهران | جام خلیج فارس | ۴       | ۰                        | ۰        | ۰        | ۰    | ۰    | ۴     | ۰     |
| مجموع   | ایران          | ایران         | ۱۴۴     | ۱۱                       | ۱۶       | ۱        | ۲۶   | ۰    | ۱۸۶   | ۱۲    |
| مجموع   | کل دوره        | کل دوره       | کل دوره | \|\|\|\|\|\|\|\|\|\|\|\| |          |          |      |      |       |       |

## تیم ملی
اکبری عضو تیم ملی زیر ۲۳ دارنده مدال برنز بازی‌های آسیایی ۲۰۰۶ بود. او همچنین بعد از این مسابقات به تیم ملی برای بازی دوستانه با مکزیک دعوت شد.

## افتخارات

### ملی
- بازی‌های آسیایی
  - بازی‌های آسیایی ۲۰۰۶ مدال برنز (مقام سوم)

### باشگاهی
- جام خلیج فارس
  - ۸۶–۸۷ نایب قهرمان همراه تیم سپاهان
- جام حذفی
  - ۸۴–۸۵ قهرمان همراه تیم سپاهان
  - ۸۵–۸۶ قهرمان همراه تیم سپاهان
  - ۸۸–۸۹ قهرمان همراه تیم پرسپولیس
  - ۸۹–۹۰ قهرمان همراه تیم پرسپولیس
- لیگ قهرمانان آسیا
  - لیگ قهرمانان آسیا ۲۰۰۷ نایب قهرمان همراه تیم سپاهان